# Стерлитамакский рабочий
Стерлитамакский рабочий — русскоязычная общественно-политическая газета города Стерлитамака. Находится в числе ведущих региональных изданий.
Выходит три раза в неделю количеством 150 номеров в год на русском языке. Распространяется по подписке и в розницу.
Главный редактор газеты — Матвеев Алексей Анатольевич.

## История
В мае 1917 года в Стерлитамаке начала выходить газета «Рабочий и Солдат», орган местного Совета рабочих и солдатских депутатов. В конце августа к названию прибавилось слово «Крестьянин», что свидетельствовало о возросших связях с селом. Печатали газету наборщик А. А. Саурцев и печатник Т. Ф. Чугунов. Редактировал газету большевик А. А. Николаев, затем — заместитель председателя исполкома Совета Каманин. В сентябре секретарём редакции становится П. П. Шепелюк. Издание выходило нерегулярно и непродолжительное время. Выходила ли газета после октября 1917 года, достоверных данных нет. Непосредственной связи с газетой «Стерлитамакский рабочий» листовка под названием «Рабочий и Солдат» не имеет. В начале 20-х годов в Стерлитамаке выходили и другие газеты, например, «Известия».
Первый номер городской газеты Стерлитамака вышел 23 ноября 1930 года. Называлась газета вполне в духе времени — «За пятилетку». Сохраняя свой статус и штат, газета позднее дважды меняла название. С мая 1953-го до августа 1956-го она называлась «Сталинское знамя», а с 5 августа 1956 года выходит уже как «Стерлитамакский рабочий». В сентябре 1960 года общественность города широко отметила 30-летие «Стерлитамакского рабочего». Но не прошло и семи лет после этого праздника, как газету «состарили» по соображениям политической конъюнктуры. СССР готовился к празднованию 50-летия Великой Октябрьской социалистической революции, и на заседании бюро горкома КПСС 7 апреля 1967 года было принято решение считать «Стерлитамакский рабочий» преемником большевистского листка «Рабочий, Солдат и Крестьянин», «следовательно, газете „Стерлитамакский рабочий“ не 37-й год издания, как отмечается сейчас, а в мае исполняется 50 лет». Эта дата по сей день указывается в титуле газеты.
В перестроечные годы обсуждалось возможное переименование газеты, однако коллектив редакции решил сохранить историческое имя.
Тематика газеты — освещение событий в Стерлитамаке, аналитика и комментарии, обзор социальных вопросов и экономики, событий культурной и спортивной жизни.
Учредителями являются Агентство по печати и средствам массовой информации РБ и ГУП РБ Издательский дом «Республика Башкортостан». Газета находится на самофинансировании, основные средства поступают от публикации рекламы и объявлений. 
В газете публикуются распоряжения и решения администрации и Совета городского округа город Стерлитамак Республики Башкортостан.

## Редакторы
Первым редактором был А. А. Николаев; затем И. Г. Мокеев (1940-е годы); С. С. Крюков (1950-е); Н. М. Бенин (1960-е).
С 1966 по 1990 годы редакцию возглавлял Гадий Мухамадиевич Арсланов. После него — Виктор Иванович Дятлов. С 2011 по 2012 — Тарасов Андрей Александрович, с 2012 по 2015 — Жеребцов Владимир Валерьевич, с 2015 г. по 2020 — Ситдикова Гузель Фидарисовна. С октября 2020 г. — Матвеев Алексей Анатольевич.
Российскую известность получил драматург Владимир Жеребцов. Спектакль Киевского национального театра русской драмы им. Леси Украинки «Солдатики» («Чморик, или Подсобное хозяйство») по пьесе В. Жеребцова получил главный приз IX Международного театрального фестиваля «Добрый театр», а также с успехом демонстрировался на одном из самых престижных театральных фестивалей «Новые пьесы из Европы», который проводится в германском Висбадене.
Во время событий августа 1991 года номер «Стерлитамакского рабочего» с воззванием Ельцина как листовку распространяли по всей республике. Печатник в типографии боялся печатать номер.